# Overture, Elegy et Rondo
Overture, Elegy et Rondo est une œuvre orchestrale du compositeur britannique Arnold Bax écrite en 1927.

## Contexte et création
Overture, Elegy et Rondo datent de l'été 1927 et se situent donc entre la deuxième symphonie de Bax, les Northern Ballads no 1 et 2 et la troisième symphonie. Dédiée à son ami Eugene Goossens, elle a été entendue pour la première fois lors d'un concert promenade au Queen's Hall, sous la direction d'Henry Wood, en octobre 1929. Bien qu'elle a été publiée en 1938, le stock de partitions a été détruit à la suite d'un incendie chez son éditeur et elle n'a jamais été largement disponible. 

## Structure
L'œuvre comprend les trois mouvements que sont :
1. Overture
2. Elegy
3. Rondo

## Analyse
L'ouverture a parfois été jouée seule, détachée de l'œuvre complète, et c'est dans son thème d'ouverture que Bax s'est le plus rapproché du néoclassicisme alors en vogue. Il a décrit ce passage d'ouverture comme « évoquant un concerto du XVIIIe siècle » (« suggestive of an 18th-century concerto »), mais la longue mélodie rêveuse de la partie centrale est du pur Arnold Bax. L'élégie centrale s'ouvre sur une atmosphère que Bax a décrite comme étant « un peu fantomatique » (« a little spectral ») et, après un point culminant, nous amène à une musique calme qu'Arnold Bax voulait jouer « à la manière d'une berceuse » (« in the manner of a cradle song »).